# Cissampelos rigidifolia
Cissampelos rigidifolia là một loài thực vật có hoa trong họ Biển bức cát. Loài này được (Engl.) Diels mô tả khoa học đầu tiên năm 1910.